# Jean Van Steen
Jean Van Steen (2 de juny de 1929 - 28 de febrer de 2013) fou un futbolista belga.

## Selecció de Bèlgica
Va formar part de l'equip belga a la Copa del Món de 1954.